# Perimetru

Perimetrul este suma lungimilor laturilor unui poligon.

Perimetrul este suma lungimilor tuturor laturilor unui poligon. Denumirea sa provine din limba greacă, unde peri înseamnă „în jurul”, iar meter „măsură”. Perimetrul unui cerc sau elipsă se numește circumferință.
Calcularea perimetrelor are foarte multe aplicații practice. De exemplu, perimetrul poate fi utilizat pentru calcularea lungimii unui gard care trebuie să înconjoare o anumită porțiune de pământ.

## Formule
| figura              | formula                                                              | variabile |
| ------------------- | -------------------------------------------------------------------- | --- |
| cerc                | {\displaystyle 2\pi r=\pi d}                                         | unde {\displaystyle r} este raza cercului și {\displaystyle d} este diametrul.                                                                              |
| triunghi            | {\displaystyle a+b+c\,}                                              | unde {\displaystyle a}, {\displaystyle b} și {\displaystyle c} sunt cele trei laturi ale triunghiului.                                                      |
| pătrat/romb         | {\displaystyle 4a}                                                   | unde {\displaystyle a} este latura figurii. |
| dreptunghi          | {\displaystyle 2(L+l)}                                               | unde {\displaystyle L} este lungimea și {\displaystyle l} este lățimea.                                                                                     |
| poligon echilateral | {\displaystyle n\times a\,}                                          | unde {\displaystyle n} este numărul total al laturilor iar {\displaystyle a} este lungimea uneia dintre laturi.                                             |
| poligon regulat     | {\displaystyle 2nb\sin \left({\frac {\pi }{n}}\right)}               | unde {\displaystyle n} este numărul total al laturilor iar {\displaystyle b} este distanța dintre centrul poligonului și unul dintre vârfurile poligonului. |
| poligon general     | {\displaystyle a_{1}+a_{2}+a_{3}+\cdots +a_{n}=\sum _{i=1}^{n}a_{i}} | unde {\displaystyle a_{i}} este lungimea a {\displaystyle i}-a (prima, a doua, a treia ... a n-a) lungime a unui poligon cu n laturi.                       |